# Selenops marginalis
Espèce
Selenops marginalis est une espèce d'araignées aranéomorphes de la famille des Selenopidae.

## Distribution
Cette espèce est endémique du Guerrero au Mexique,. Elle se rencontre vers Omilteme.

## Description
Le mâle décrit par Crews en 2011 mesure 7,85 mm et la femelle 10,00 mm.

## Publication originale
- F. O. Pickard-Cambridge, 1900 : Arachnida - Araneida and Opiliones. Biologia Centrali-Americana, Zoology. London, vol. 2, p. 89-192 (texte intégral).